# B.Y.O.B.
"B.Y.O.B." ("Bring Your Own Bombs") é uma música da banda de heavy metal americana System of a Down. Foi lançada, em março de 2005, como o single principal do álbum Mezmerize. Como sua música anterior "Boom!", foi escrita em protesto contra a Guerra do Iraque. A música alcançou a posição número 27 no Billboard dos EUA Hot 100, o pico mais alto da banda até o momento nas paradas. B.Y.O.B. ganhou a categoria de "Melhor Performance de Hard Rock" no Grammy Awards de 2006.